# Stetten am kalten Markt
Stetten am kalten Markt (Stetten a. k. M.) är en kommun i Landkreis Sigmaringen i Baden-Württemberg, Tyskland med cirka 
4 900 invånare. Orten består av fem områden: Stetten am kalten Markt ("Kernort"), Nusplingen, Frohnstetten, Glashütte och Storzingen.
Kommunen ingår i kommunalförbundet Stetten am kalten Markt tillsammans med kommunen Schwenningen.
Alfred Ritter (1885–1952) som grundade en chokladfabrik kom från orten.

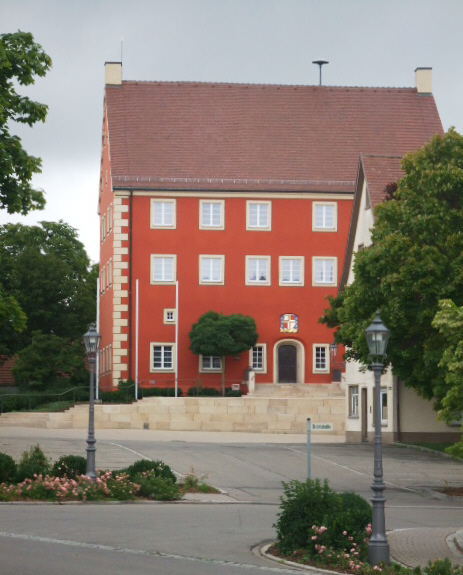
Rådhuset